# عوج
عوج بلدة ومركز ناحية عوج التابعة لمنطقة مصياف في محافظة حماة في سورية. تقع الناحية في جنوب غرب محافظة حماة على الحدود الإدارية مع محافظة حمص. بلغ عدد سكان الناحية 30,137 نسمة حسب تعداد عام 2004.
تقع البلدة على سفح جبل وهضبة ارتفاعها عن مستوى سطح البحر من 500-600 م. يوجد في البلدة مباني حكومية لتقديم الخدمات لبلدة عوج والقرى التابعة مثل مركز صحي يقدم الخدمات الصحيحة ومركز طوارئ كهرباء وشعبة زراعية ومركز هاتف آلي ومركز جباية لوحدة مياه عقرب ومركز لبيع المستهلك كما يوجد ثلاث مدارس في بلدة عوج للحلقة الأولى والثانية والثانوية حيث تخلصت البلدة من الدوامين منذ عام / 2009-2010 / كما يوجد مبنى لمجلس بلدة عوج ويوجد في بلدة عوج مصنع للسجاد اليدوي الفاخر.
أحدثت بلدية عوج بالقرار رقم /29/ تاريخ 6/6/1976الصادر عن وزارة الإدارة المحلية وأصبحت وحدة إدارية مجلس بلدة بعد تطبيق المرحلة الثانية من قانون الإدارة المحلية عام 1983 وتم تسمية عوج بلدة كونها مركز ناحية عدد السكان لنهاية عام /2009/ /6000/ نسمة. مساحة المخطط التنظيمي / 222/ هكتار. يخدم بلدة عوج طريق سياحي يربط محافظة حماة بمحافظة طرطوس وحمص وطريق يربط بلدة عوج بالقرى التابعة ومنطقة مصياف. أهالي قرية عوج يعملون بمعظمهم بالأعمال الزراعية بالإضافة إلى الوظيفة في دوائر الدولة وأهم المزروعات أشجار الزيتون والكرمة والتين والتفاح إضافة إلى زراعة بعض المحاصيل الحقلية مثل القمح والشعير بمساحات بسيطة.
قاومت بلدة عوج الاحتلال الفرنسي وقدمت الكثير من الشهداء.